# Aquarian Family Festival
Das Aquarian Family Festival war ein Rockfestival, das vom 23. bis zum 25. Mai 1969 in San José (Kalifornien) stattfand. Es lief parallel zum zweiten Northern California Folk-Rock Festival, ebenfalls in San José.
Das Aquarian Family Festival war als Gegenfestival mit freiem Eintritt (free concert) zum kommerziellen Northern California Folk-Rock Festival konzipiert. Zugrunde lag die Idee, dass Musik umsonst (free) sein sollte. Campen auf dem Festivalgelände war erlaubt, ein Novum in der Geschichte der Rockfestivals.
Es spielten Big Brother and the Holding Company, Jefferson Airplane und Mountain, die im August des gleichen Jahres auch beim Woodstock-Festival auftraten. Jefferson Airplane spielten auch beim parallel laufenden Northern California Folk-Rock Festival. Zu den weiteren Gruppen, die auftraten gehörten Quicksilver Messenger Service, Moby Grape, Boz Scaggs, die Steve Miller Band, die Doobie Brothers und viele mehr. Die Musik lief während des gesamten Festivals nonstop, das heißt von Freitagmittag 12 Uhr bis Sonntagnachmittag 4 Uhr. Es kamen geschätzte 200.000 Besucher.